# Cathédrale de Terracine
La cathédrale Saint-Césaire est une église catholique romaine de Terracine, en Italie. Il s'agit d'une cocathédrale du diocèse de Latina-Terracina-Sezze-Priverno.
Elle fut bâtie entre les Ve et VIe siècles en utilisant les ruines de l'ancien temple du forum de la ville. Elle est dédiée à Césaire de Terracina, diacre et martyr.
Elle subit plusieurs interventions, restaurations, modifications plus ou moins importantes aux XIe, XIIIe et XVIIIe siècles.